# Johann von Lamont
Johann von Lamont (Braemar, 13 de desembre de 1805 - Múnic, 6 d'agost de 1879), fou un astrònom alemany, d'origen escocès, conegut pels seus treballs en geomagnetisme.

## Vida i Obra
El seu pare va morir quan ell tenia onze anys i aleshores va anar a estudiar al monestir de Sant Jaume de Ratisbona, on va aprendre alemany, llatí i grec, inclinant-se al mateix temps per les matemàtiques. El 1827 va visitar l'observatori astronòmic de Bogenhausen (Múnic), impressionant molt favorablement el seu director, Johann Georg von Soldner, qui el va prendre com assistent l'any següent. Ja no abandonaria mai més el observatori: a la mort de Soldner el 1835 va ser nomenat director del observatori. A partir de 1853, també va ser professor titular de la universitat de Múnic.
Durant els seus primers anys a l'observatori, Lamont va fer observacions astronòmiques tradicionals. Va establir una teoria alternativa a la de William Herschel sobre les nebuloses, va determinar les òrbites dels satèl·lits de Saturn Encèlad i Tetis, i va observar Neptú diverses vegades el 1845-1846, però no es va adonar que era un nou planeta.
Però els seus treballs més importants van ser en geomagnetisme. Seguint les idees d'Alexander von Humboldt qui afirmava que el geomagnetisme només es podia estudiar amb una xarxa d'observatoris fent mesures a diferents llocs del planeta, Lamont va començar la seva part a partir de 1836. Ell es va construir els seus propis instruments de mesura i va establir el període magnètic de 10 anys i escaig que confirmava les tesis de Heinrich Schwabe.